# Erich von Perfall
Erich Freiherr von Perfall (* 28. Januar 1882 in Düsseldorf; † 20. Dezember 1961 ebenda) war ein deutscher Landschaftsmaler und Zeichner.

## Leben
Er entstammte dem altbayerischen Adelsgeschlecht Perfall und war der Sohn des Schriftstellers Karl Freiherr von Perfall (1851–1924) und der Marianne Spindler (1856–1944). Perfall war 1901 Schüler bei Peter Jannsen, Wilhelm Schmurr und Willy Spatz an der Kunstakademie Düsseldorf und an der Großherzoglich Badischen Kunstschule Karlsruhe bei Hans Thoma. Es folgten Studienjahre in Venedig, Florenz und Lucca. Er bereiste die Dolomiten, Oberbayern und Greetsiel in Ostfriesland. Ab etwa 1908 stand er unter Einfluss der Künstlergruppe Niederrhein, wodurch er sich dem Neoimpressionismus zuwandte.
Seit 1905 war Perfall eng mit dem Malerkollegen Cornelis de Waal befreundet. Beide wurden 1919 Mitglieder des Künstlervereins Malkasten, dem Perfall bis zu seinem Tod angehörte.  Anfangs trat er dort kaum besonders hervor; erst in der Zeit des Nationalsozialismus machte er sich zum Wortführer der im Verein vertretenen NSDAP-Mitglieder. (Perfall war bereits zum 1. Oktober 1931 in die Partei eingetreten. Mitgliedsnummer 666.961) Als Vorsitzender des Vereins zur Veranstaltung von Kunstausstellungen regte er 1932 die Ausstellung Düsseldorf-Münchener Kunst im Kunstpalast Düsseldorf an und wirkte bei deren Organisation mit.
Am 18. Januar 1934 wurde Perfall zum Fachverbandsvorsitzenden des „Bundes Deutscher Künstlervereine“ ernannt (aufgelöst im Jahr 1935) und in den Verwaltungsbeirat der Reichskammer der bildenden Künste berufen. Er nahm regelmäßig an der Großen Deutschen Kunstausstellung teil. Im Mittelpunkt seines malerischen Schaffens stand der Niederrhein, den er in allen seinen Facetten und Stimmungen immer wieder darstellte. Bevorzugte Sujets waren stille Rheinansichten, Fischereiszenen und die Bruchlandschaften an der Erft. Er arbeitete mit breitem Pinsel und Spachtel fast ausschließlich im Freien. Seine lichterfüllten, atmosphärischen Gemälde stehen in der Nachfolge des französischen Impressionismus und in der Tradition der Düsseldorfer Freilichtmalerei (→ Düsseldorfer Malerschule).
Perfall heiratete 1906 in erster Ehe Josefa Luise Siebourg (1881–1940) und 1943 in zweiter Ehe Margarete Seebade (1897–1978). Aus der ersten Ehe hatte er mindestens einen Sohn.